# Juri Nikolajewitsch Sawitschew
Juri Nikolajewitsch Sawitschew (russisch Юрий Николаевич Савичев; * 13. Februar 1965 in Moskau) ist ein ehemaliger russischer Fußballspieler.
Er ist achtfacher Nationalspieler der UdSSR. 1988 gewann er mit seiner Mannschaft die Goldmedaille (Silber: Brasilien, Bronze: Deutschland) im Fußballturnier der Olympischen Sommerspiele 1988 in Seoul, er erzielte in der Verlängerung im Finale das entscheidende Tor zum 2:1-Sieg der UdSSR.

## Karriere
Sawitschew wechselte 1992 aus Griechenland zum damaligen Bundesligisten 1. FC Saarbrücken. Hier absolvierte er alle Ligaspiele in der Saison 1992/93 und erzielte acht Tore. Nach dem Abstieg verblieb er noch ein Jahr in der Zweiten Liga. Dabei erzielte er zwölf Treffer in 35 Ligaspielen. In der Saison 1994/95 wechselte er zum FC St. Pauli, der damals ebenfalls in der Zweiten Liga spielte. Mit dem Verein stieg er prompt in die Bundesliga auf. Schon im zweiten Bundesligajahr machte sich seine Verletzungsanfälligkeit bemerkbar, so dass er nur drei Spiele bestreiten konnte. Nach dem Abstieg des FC St. Pauli in die Zweite Bundesliga erholte sich Sawitschew und konnte in der Saison 1997/98 noch in 25 Spielen mitwirken, wobei er acht Treffer erzielte. Ein Jahr später holte ihn sein Verletzungspech wieder ein. Er bestritt nur noch neun Spiele für den FC St. Pauli und wurde im Jahr 2000 Sportinvalide. Ursache sollen Kalkabsonderungen im Hüftbereich sein.

## Zitate
„Elfmeterschießen, das ist irgendwie wie mit Frauen und Autos – reine Glückssache!“